# Lahnajärvi
Lahnajärvi är en sjö i Pajala kommun i Norrbotten och ingår i Kalixälvens huvudavrinningsområde. Sjön har en area på 0,885 kvadratkilometer och ligger 230,9 meter över havet. Sjön avvattnas av vattendraget Lahnajoki.

## Delavrinningsområde
Lahnajärvi ingår i det delavrinningsområde (743498-178718) som SMHI kallar för Utloppet av Lahnajärvi. Medelhöjden är 256 meter över havet och ytan är 12,71 kvadratkilometer. Det finns inga avrinningsområden uppströms utan avrinningsområdet är högsta punkten. Lahnajoki som avvattnar avrinningsområdet har biflödesordning 2, vilket innebär att vattnet flödar genom totalt 2 vattendrag innan det når havet efter 150 kilometer. Avrinningsområdet består mestadels av skog (70 procent) och sankmarker (21 procent). Avrinningsområdet har 0,88 kvadratkilometer vattenytor vilket ger det en sjöprocent på 7 procent.